# John Varley (schrijver)

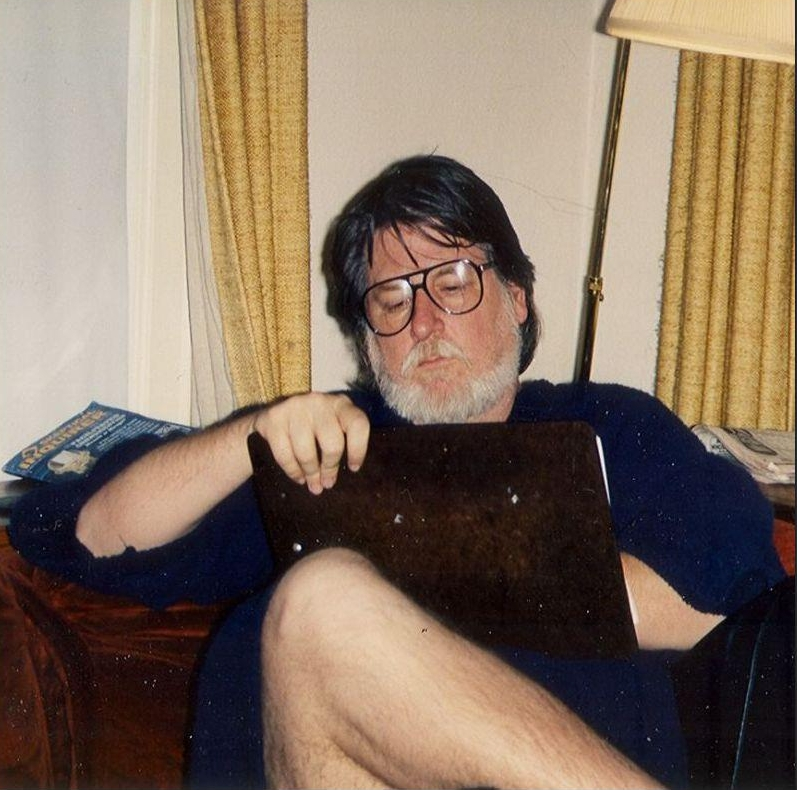
John Varley

John Herbert Varley (Austin, Texas, 1947) is een Amerikaans sciencefictionschrijver. 
Hij groeide op in Nederland (Texas), volgens Varley een warm en vochtig plaatsje dat stonk naar de petrochemische industrie. Hij stopte met zijn opleiding aan de universiteit van Michigan, werd hippie en zwierf rond tot hij in 1973 besloot SF-schrijver te worden. In deze carrière zit een gat van 10 jaar, waarin hij in Hollywood werkte met als enig tastbaar resultaat de film Millennium.
Varley wordt vaak vergeleken met Robert Heinlein, vanwege hun overeenkomstige beschrijvende schrijfstijl. Ook de thema's vrije maatschappij en liefde komen bij beide schrijvers voor. In Varleys verhalen nemen vrouwen vaak vooraanstaande posities in, opmerkelijk voor een mannelijke beoefenaar van het subgenre harde sciencefiction.
Hij woont in een grote camper bij het strand van Californië.
Varley won drie Hugo Awards, twee Nebula Awards en negen Locus Awards:
- 1979 The Persistence of Vision (novelle): Hugo, Nebula (in 1978) en Locus
- 1979 The Persistence of Vision (bundel): Locus
- 1979 The Barbie Murders (novelette): Locus
- 1980 Titan (roman): Locus
- 1981 The Barbie Murders (bundel): Locus
- 1982 The Pusher (kort verhaal): Hugo en Locus
- 1982 Blue Champagne (novelle): Locus
- 1985 PRESS ENTER (novelle): Hugo, Nebula (in 1984) en Locus
- 1987 Blue Champagne (bundel): Locus